# Особен път на Германия
Терминът особен път на Германия (на немски: Deutscher Sonderweg) обозначава своеобразното историческо развитие на Германия през 19 и 20 век в контекста на решаването на германския въпрос. В известен смисъл особения път на Германия има аналогия с формирането на Кралство Италия през 19 век, като се различава от развитието на западноевропейските монархии – Англия и Франция. Тази съпоставка в хода на „голямата игра“ през съвременността позволява на немския историк Ханс-Улрих Вьолер да изведе термина, който описва развитието първоначално на Прусия, а впоследствие и на Германия до края на Ваймарската република и установяването на Трети Райх.
Особеният път към обединението на Германия се изразява в провеждането на политика на просветен абсолютизъм от Прусия и Австрия, давайки възможност в германските земи да се провеждат такива реформи (в различие от Франция след Френската революция), които да доведат до изграждането на гражданско общество със специална вяра и доверие във владетелите, управлението и държавата.